# Cap Élisabeth
Ne doit pas être confondu avec Cape Elizabeth.
Le cap Élisabeth (en russe : Мыс Елизаветы, Mys Elizabety) est situé à l'extrémité nord de l'île de Sakhaline, sur la péninsule Schmidt, en Russie.
Il a été baptisé par le navigateur russe Johann Adam von Krusenstern en 1805 d'après l'impératrice Élisabeth, épouse d'Alexandre Ier de Russie.
Il fait partie administrativement du raïon d'Okha.